# Circus Left Town
Circus Left Town, även känd som endast Circus är en ballad skriven av den brittiske musikern Eric Clapton. Clapton berättar i låten om den sista gången han såg sin fyraårige son Conor Clapton i livet.

## Historia
Clapton skrev låten under sommaren 1991. När Clapton skulle skriva texten valde han att berätta om den sista kvällen som han hade tillsammans med sin son Conor, då de hade varit på cirkus på Long Island i New York. Det var även den första gången som Clapton var ensam med Conor.
Trots att Clapton framförde låten och spelade in den på livealbumet Unplugged från 1992, dröjde det till 1998 innan han spelade in en studioversion av låten på albumet Pilgrim samt släppte den på singel. Clapton spelade dock låten frekvent under sin världsturné 1992.